# Chartreuse de Parme
Pour les articles homonymes, voir La Chartreuse de Parme (homonymie).
La chartreuse de Parme ou chartreuse Saint-Jérôme (Certosa di Parma, Certosa di San Girolamo) est une ancienne chartreuse située dans les environs de la ville de Parme (quartier San Lazzaro) en Italie. Elle a inspiré le titre du fameux roman de Stendhal, La Chartreuse de Parme, et elle a été souvent confondue avec un autre monastère de Parme, l'abbaye de Valserena (qui était cistercienne), fermée par les décrets napoléoniens.

## Histoire
Les moines de l'ordre des Chartreux construisent sur le site une première chartreuse entre 1285 et 1304, à l'initiative de l'archevêque de Spolète, Rolando Taverna. Il ne reste presque rien de cette ancienne structure; le petit cloître date du XVe siècle. Un nouveau monastère in situ est construit dans le style baroque entre 1673 et 1722, avec son grand cloître et sa nouvelle église de forme imposante, selon les plans de Francesco Pescaroli.
La chartreuse est supprimée en 1769 et le site devient une manufacture de tabac sous le nom de Fabbrica Ducale dei Tabacchi di Parma. En 1900, les bâtiments abritent une maison de correction pour jeunes délinquants. En 1975, la maison de correction laisse la place à une école de formation pour la police pénitentiaire (Scuola di Formazione e Aggiornamento della Polizia Penitenziaria).

## Architecture

### Église

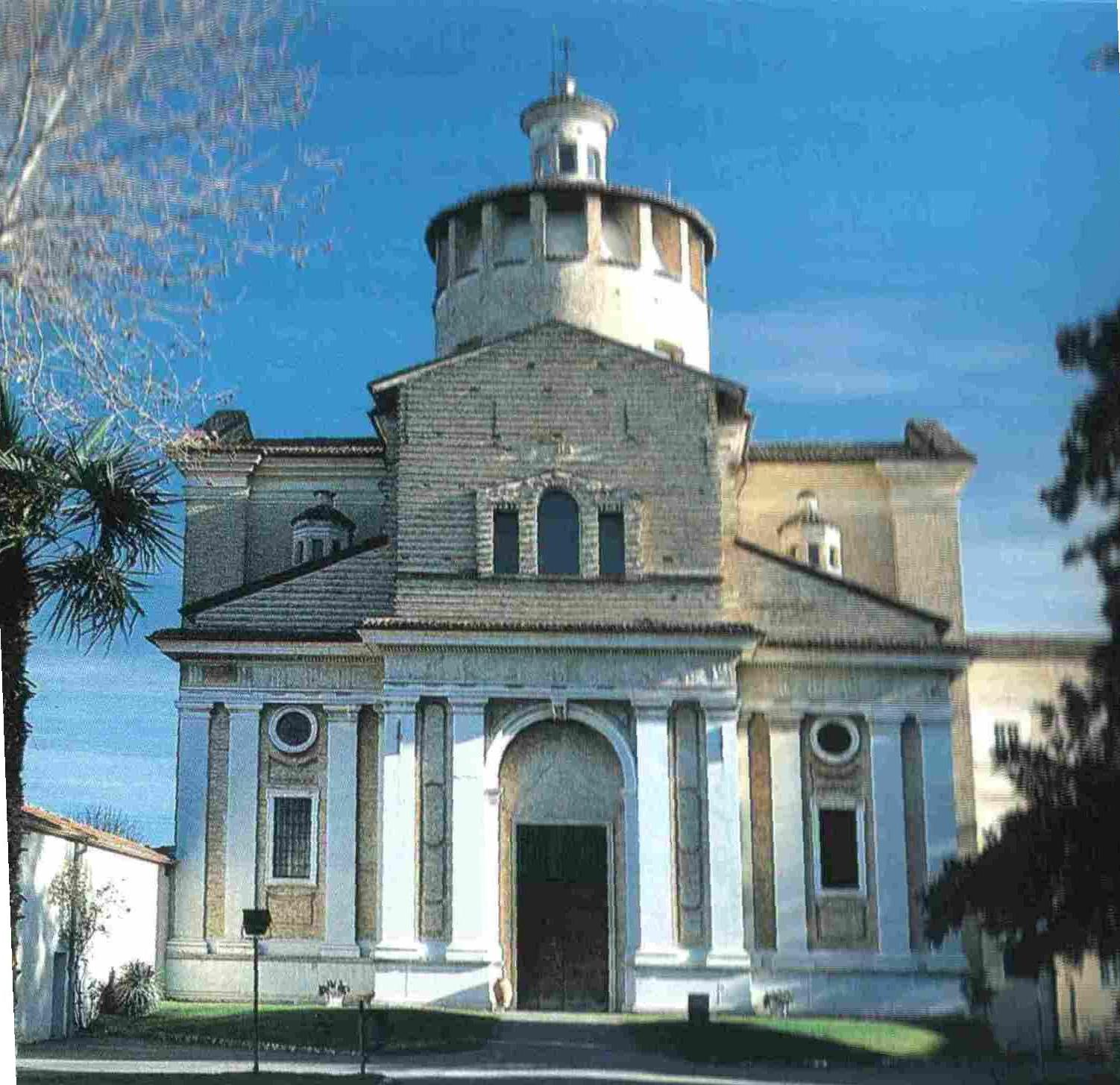
Façade de l'église Saint-Jérôme.

L'église, dédiée à saint Jérôme, possède des peintures et des fresques de Francesco Pescaroli, Alessandro Baratta, Gian Battista Natali et Ilario Spolverini.

## Illustrations

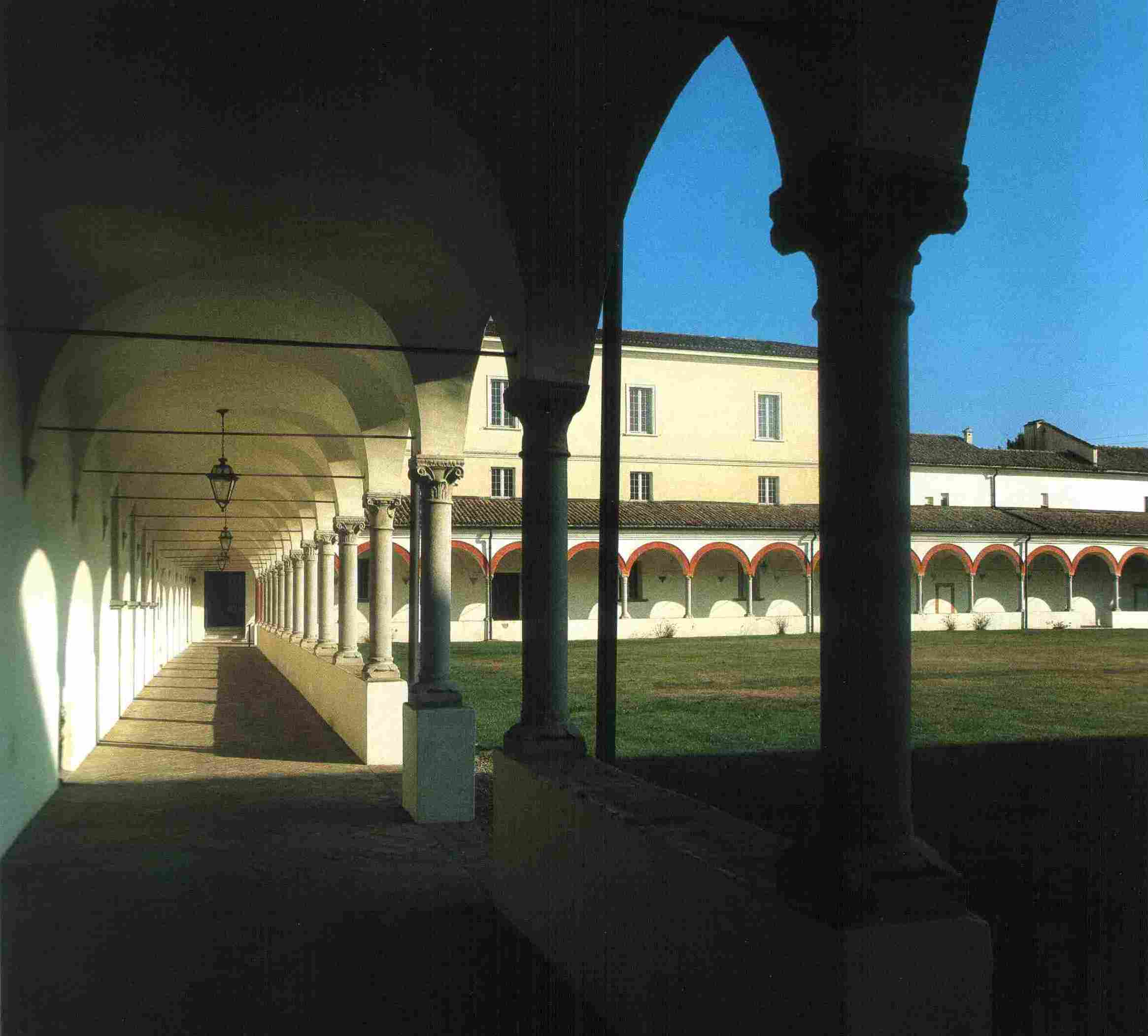
Le grand cloître.
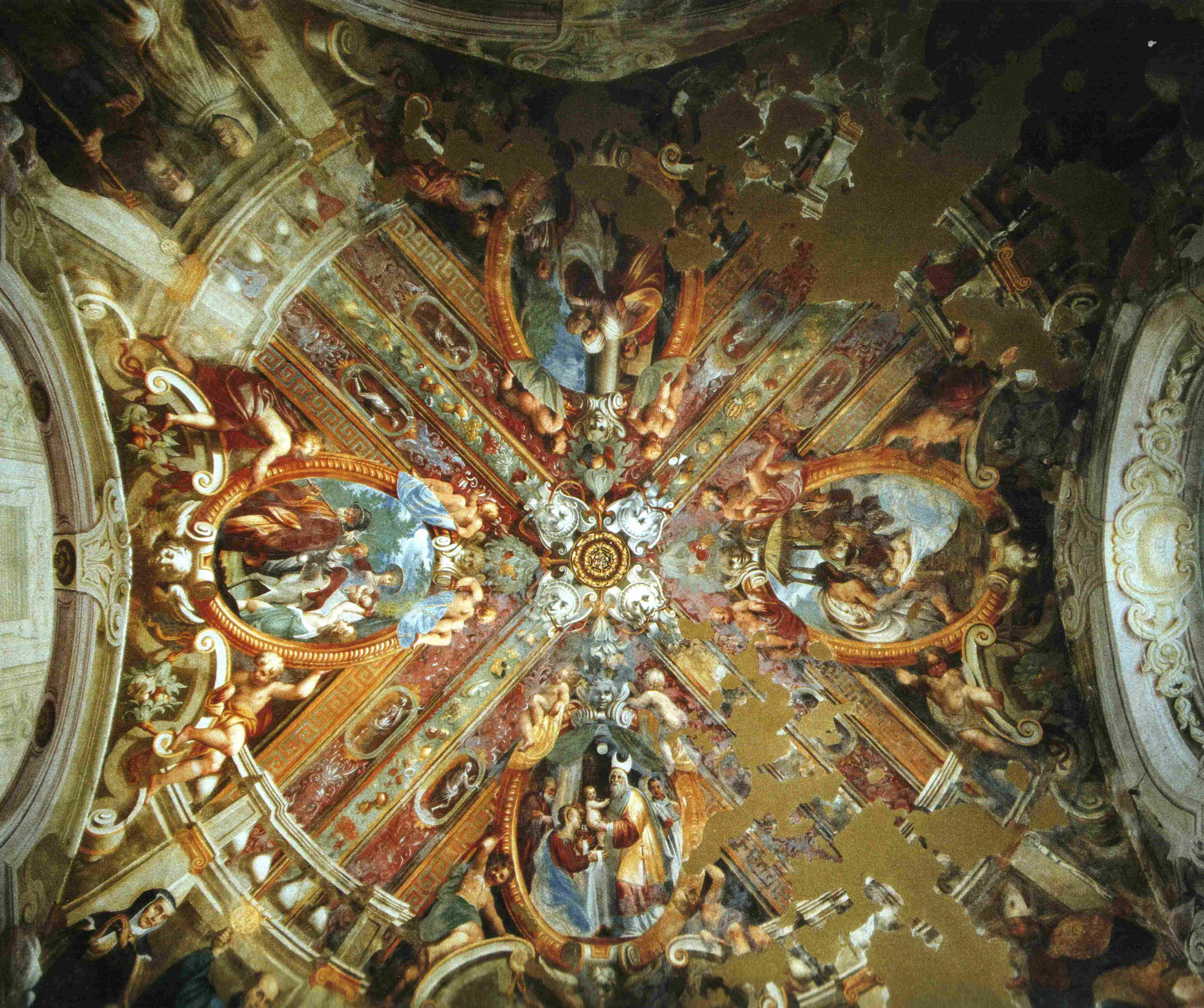
Les fresques du plafond de la sacristie.